# 希登梅多斯 (加利福尼亞州)
希登梅多斯（英語：Hidden Meadows）是位於美國加利福尼亞州聖地牙哥縣的一個人口普查指定地區。

## 地理
希登梅多斯的座標為33°13′46″N 117°07′29″W / 33.22944°N 117.12472°W，而該地最高點為海拔高度456米（即1496英尺）。

## 人口
根據2010年美國人口普查的數據，希登梅多斯的面積為17.049平方千米，均為陸地。當地共有人口3485人，而人口密度為每平方千米204人。